# Cachoeira do Arari
Cachoeira do Arari este un oraș în Pará (PA), Brazilia.